# Brephidium metophis
The Tinktinkie Blue (Brephidium metophis) là một loài loài bướm thuộc họ Lycaenidae. Nó được tìm thấy ở tây nam Africa, bao gồm Nam Phi, Botswana, Mozambique và Zimbabwe. In South Africa it có ở the West Cape, về phía bắc tới Namaqualand, the North Cape and về phía đông tới the East Cape, KwaZulu-Natal và miền tây part of the Orange Free State.
Sải cánh khoảng 20–24 mm đối với con đực và 21–28 mm đối với con cái. Cá thể trưởng thành mọc cánh continuously depending on the rainfall.
Ấu trùng ăn các loài Exomis axyrioides.